# Orgelfuß des Stephansdoms

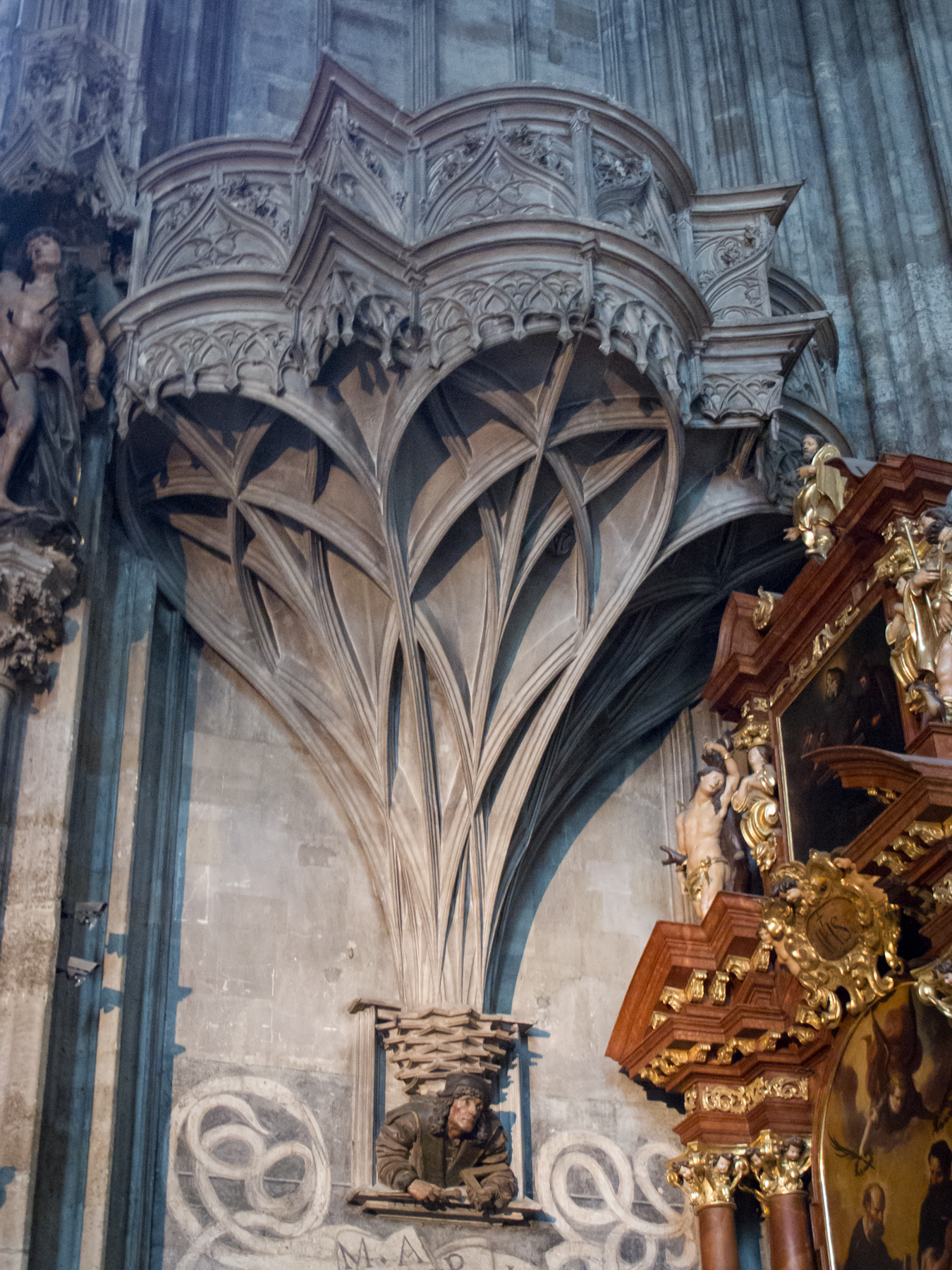
Der Orgelfuß des Stephansdoms

Der Orgelfuß ist eine gotische bildhauerische Chorempore für eine Schwalbennestorgel im Wiener Stephansdom.

## Geschichte
Der Orgelfuß wurde 1512 begonnen und höchstwahrscheinlich im Jahr 1513 fertiggestellt.
Der Auftrag soll ursprünglich Jörg Öchsl erhalten haben. Als der Orgelfuß etwa zur Hälfte fertig war, verfassten die Wiener Steinmetze unter der Führung von Michael Tichter eine Beschwerdeschrift vermutlich an den Kaiser. Ohne Öchsls Einwilligung war Meister Anton Pilgram aus Brünn herbeigezogen worden. Öchsls Äußerungen, wer das Kleine und Geringe mache, der solle auch das Große machen, wurden als Kündigung aufgefasst und Pilgram eingestellt.
Nach der Fertigstellung des Orgelfußes wurde dort eine Orgel aufgestellt, bei der es sich möglicherweise um ein bereits 1336 errichtetes Instrument handelte. Eine anlässlich ihrer Demontage im Jahr 1797 angefertigte Notiz „Sie sei über 400 Jahre alt und aufgrund ihres Alters etwas merkwürdig.“ spricht für eine Entstehung dieser Orgel im 14. Jahrhundert.

## Beschreibung
Der Vorsprung befindet sich an der Nordwand der Kirche im letzten Travée des Seitenschiffes vor dem Querschiff. Er wird von schlingenförmigen Diensten an der Wand gehalten.
Der Orgelfuß beginnt mit einer korbförmigen Konsole. Diese besteht aus übereinander geschichteten und größer werdenden sphärischen Fünfecken. In der Höhe der Bildnisumrahmung folgt eine Einschnürung. Hier beginnen blattähnliche steile Lappen emporzusteigen, die durch Rippen getrennt und durch verzweigte Rippen gegliedert sind.

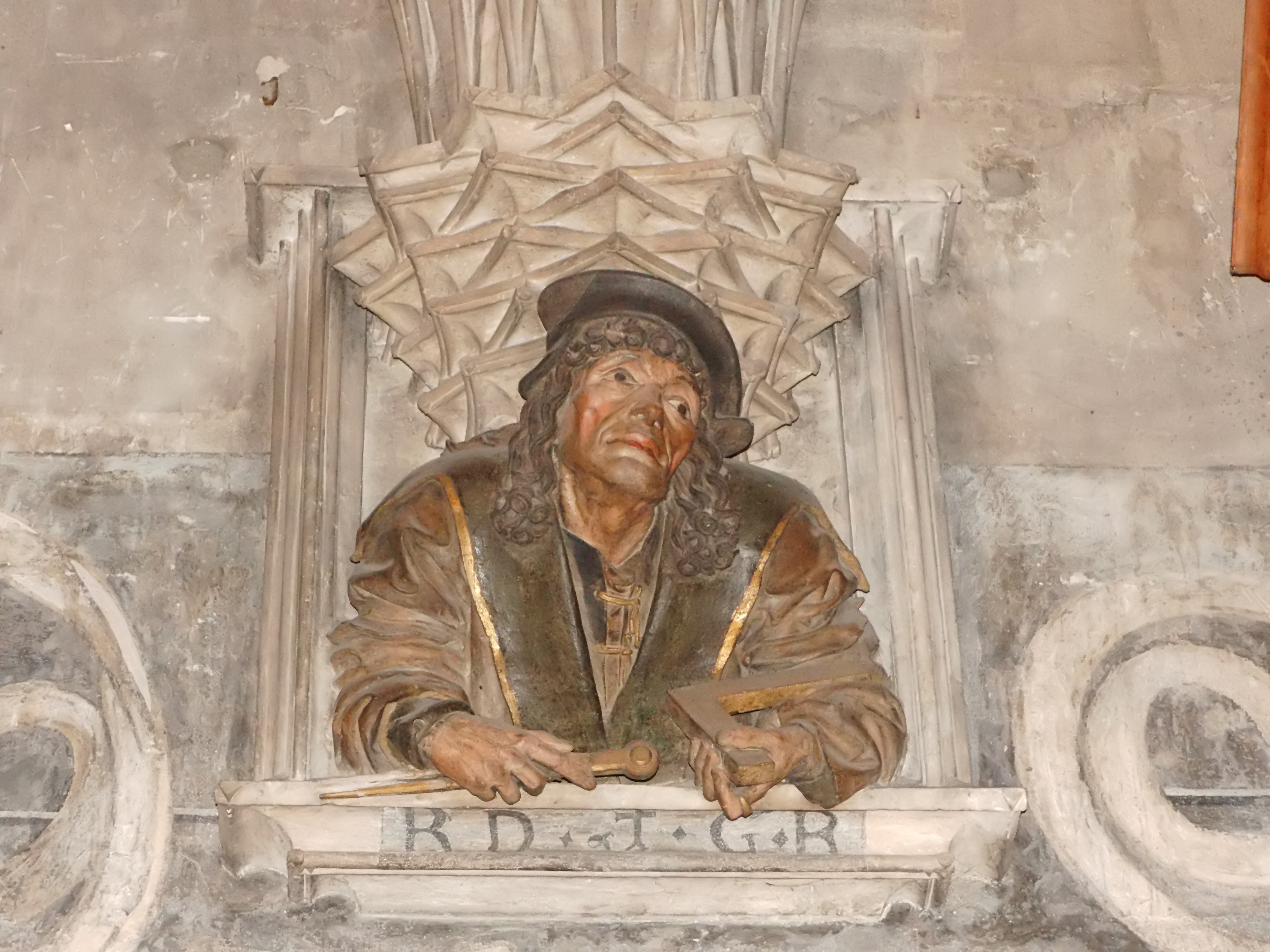
Plastisches Selbstporträt Pilgrams

Diese münden in ein plastisches Selbstporträt Anton Pilgrams, der dadurch scheinbar alles darüber zu tragen hat. Er ist als Gelehrter der Universität mit Doktorhut und Talar gekleidet und hält Winkelmaß und Zirkel in der Hand. Seine Gesichtszüge wirken melancholisch und sollen wohl seine Verantwortung ausdrücken. Ein Schriftzug unterhalb des Porträts weist Pilgram zusammen mit der Jahreszahl 1513 als „Magister“ aus.
Unter genanntem Selbstbildnis fand man bei einer Reinigung der Kirche im 18. Jahrhundert „gemalte Zierrathen mit den dreien Buchstaben M. A. P. und mit der Jahreszahl 1313“. Diese Inschrift war vermutlich bei einer älteren Kirchenrestaurierung ausgebessert, verändert und schließlich übermalt worden, sodass aus 1515 bzw. 1513 irrtümlich 1313 geworden war.